# 10 Years
10 Years је песма исландског певача Дадија Фрејра и његовог бенда. Песма је представљала Исланд на такмичењу за песму Евровизије 2021. године у Ротердаму. 
Дана 23. октобра 2020. године РУВ је потврдио да ће Дади Фрејр представљати Исланд на такмичењу 2021. године. Песма под називом 10 Years објављена је 13. марта 2021. године.   Музички спот за песму објављен је 29. марта 2021. године.
Шестдесето издање Песме Евровизије одржано је у Ротердаму у Холандији и састојало се од два полуфинала 18. маја и 20. маја 2021. и великог финала 22. маја 2021. године. Дана 17. новембра 2020. објављено је да ће Исланд наступити у првој половини другог полуфинала.
 Дана 22. маја су у финалу завршили на 4. месту.